# أبو إبراهيم بن بارون
الحاخام إسحق بن يوسف بن بارون بِنفينستي (بالعبرية: יצחק בן ברון בן יוסף בנבנשת)، والمعروف أيضا باسمه العربي أبو إبراهيم إسحاق بن بارون (توفي 1128 في مالقة) كان نحويًا إسبانيًا للغتين العربية والعبرية في القرن الحادي عشر الميلادي، وعُرِف أساسًا لكتابه المؤثر بعنوان «كتاب الموازنة بين اللغتين العبرية والعربية»، والذي تتبع أوجه التشابه بين مئات من الكلمات العربية والعبرية. وكان تلميذًا للحاخام «ليفي بن ألتبان». وكان مبجلًا للغاية من قبل أصدقائه وخلفائه، والشاعرين العبرييْن موسى بن عزرا ويهوذا اللاوي اللذان كتبا بعض القصائد تكريمًا له.